# ヌマムツ
ヌマムツ（沼鯥、Nipponocypris sieboldii）はコイ科に分類される淡水魚の一種 。種小名"sieboldii"はシーボルトに対する献名である。

## 分類

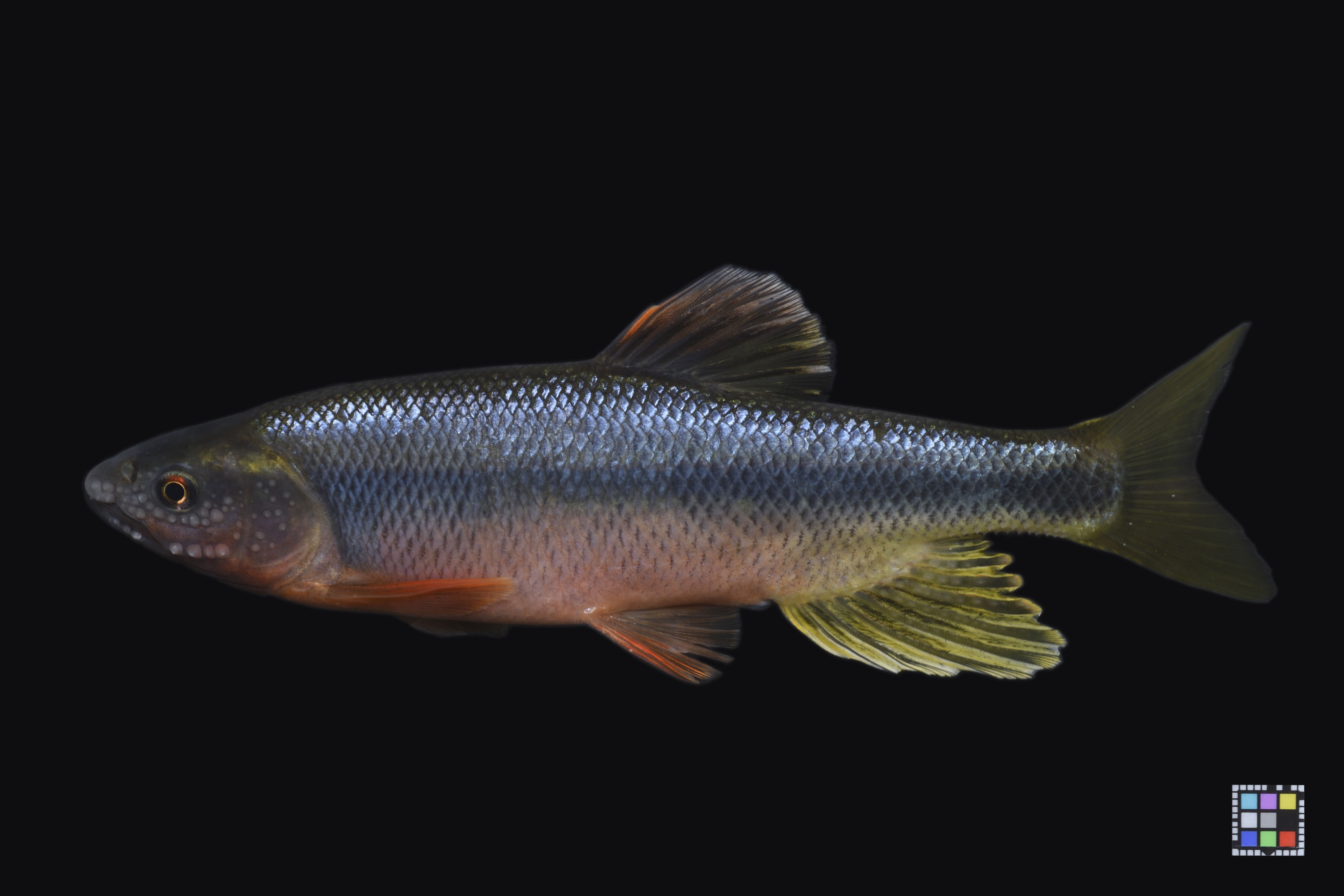
初夏、強い婚姻色を呈するヌマムツのオス。

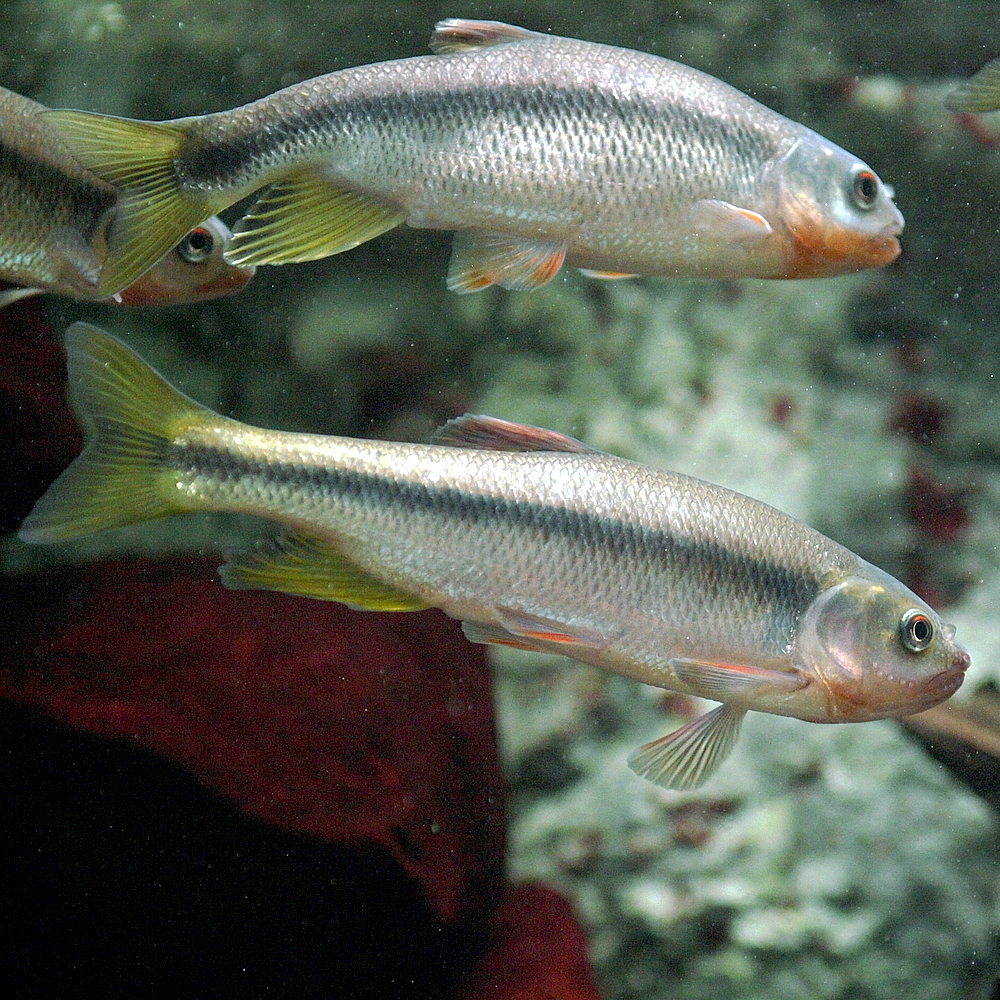
ヌマムツ

外見はオイカワやカワムツによく似ており、2000年頃まではカワムツと同種とされていた。しかしカワムツとの交雑がないこと、鱗が細かいこと（側線鱗数カワムツ46-55、ヌマムツ53-63）、体側の縦帯がやや薄いこと、胸鰭と腹鰭の前縁が黄色ではなく赤いこと、カワムツが河川上中流などに住む流水適応型に対しヌマムツは用水路などの緩やかな流れを好む止水適応型である事などから別種とされ、2003年に新和名「ヌマムツ」が決まった。
和名決定前の文献ではヌマムツを「カワムツA型」、カワムツを「カワムツB型」としていた。なお、カワムツを初めてヨーロッパに紹介したのは長崎に赴任したドイツ人医師シーボルトで、オイカワの属名 "Zacco" は日本語の「雑魚」（ザコ）に由来する。このオイカワ属にはオイカワとカワムツとヌマムツが含まれていたが、2008年にカワムツとヌマムツがこのオイカワ属 (Zacco) から新属のカワムツ属 "Nipponocypris" に分離された（現在はオイカワもハス属" Opsariichthys"となっている）。また、多くの地方でウグイやオイカワなどと一括りに「ハヤ」と呼ばれる。

## 分布
静岡県から琵琶湖周辺、瀬戸内海沿岸を経て九州の有明海沿岸河川まで分布する。用水路や湖沼などカワムツよりさらに流れの緩やかな生息環境を好む。カワムツは上流側、ヌマムツは下流側や本流に通じる用水路や支流と棲み分けていることが多いが、生息環境の悪化から同一の場で採捕されることもある。
カワムツと同様に有用魚種の種苗に混じって放流され、東日本（関東地方）で分布を広げている。本来の生息地である香川県や山口県では生息数が減少しレッドデータに指定されているが、関東地方ではウグイなどの魚が減少する環境で鮎の放流などで移植されたものが数を増やしている。

## 生態
止水適応型のためにカワムツに比べて水質汚染に強い。産卵期の雄は追星が現れ腹部が鮮やかな桃色（婚姻色）になる。食性は水生昆虫や水面に落下した昆虫、藻類などを食べる動物食性の強い雑食性。

## 交雑
オイカワとヌマムツの交雑種が発見されている。これは河川改修による平坦化や農業用用水取水の影響による水量減少のために産卵場所が重なってしまった事が原因と考えられる。渡辺昌和の越辺川の支流での観察によるとヌマムツのペアにオイカワの雄が飛び込んで放精する姿が観察された。これはオイカワとヌマムツ共に雌雄1対で産卵を行うがその回りには小型の雄が徘徊し産卵の瞬間に放精に参加するとの共通の習性を持っており、渡辺氏の観察ではヌマムツのペアにオイカワの雄が放精するパターンのみが観察されオイカワのペアにヌマムツの雄が放精する逆のパターンは観察されなかった。産卵期はヌマムツの雄は体側の縦帯を緑色に変えるために、オイカワの雄が飛び込む引き金となっているとも考えられている。